# Parazytologia

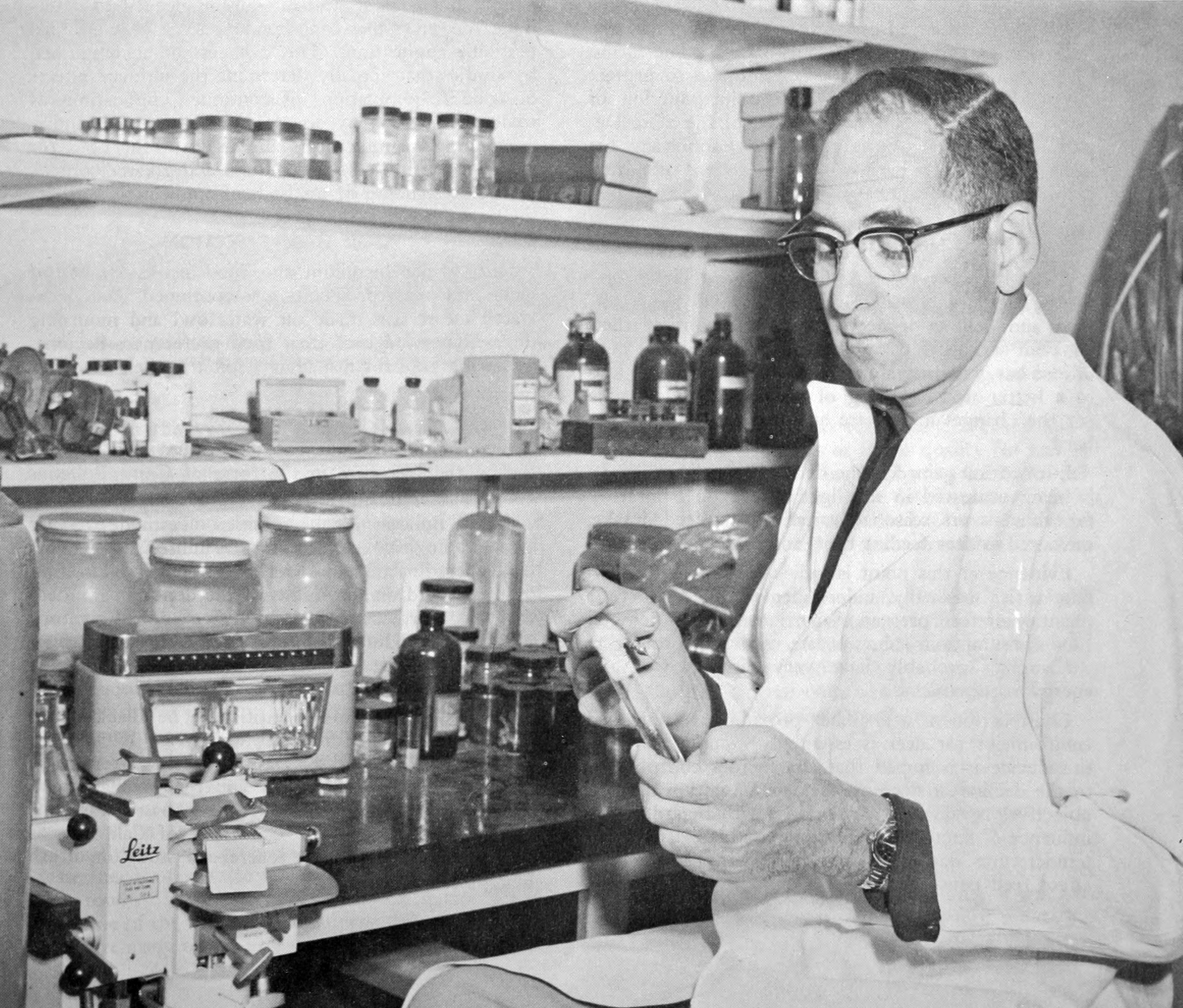

Parazytologia (stgr. παράσιτος parásitos „współbiesiadnik, pieczeniarz” oraz λόγος lógos „nauka”) – nauka zajmująca się badaniem pasożytów i pasożytnictwa w przyrodzie.
Biorąc pod uwagę umiejscowienie pasożyta w systematyce, dzieli się ją na poddziały, np.:
- helmintologię (nauka o robakach);
- trematodologię (nauka o przywrach);
- inne.

Biorąc pod uwagę charakter żywiciela, dzieli się ją na:
- parazytologię ogólną,
- parazytologię lekarską,
- parazytologię weterynaryjną,
- parazytologię rolniczą.